# 约瑟夫·伊斯拉尔斯
约瑟夫·伊斯拉尔斯（Jozef Israëls 荷蘭語發音：[ˈjoːzəf ˈɪsrɑɛls]；1824年1月27日—1911年8月12日）是一位荷兰画家，海牙畫派主要成员。

## 生平
他出生于格罗宁根，父母是犹太人。父亲哈托格·亚伯拉罕·伊斯拉尔斯（Hartog Abraham Israëls）是一名货币兑换商，希望约瑟夫成为一名商人。母亲玛蒂尔达·所罗门（Mathilda Salomon née Polack）希望他能成为一名拉比。11岁时，他进入格罗宁根密涅瓦学院（Minerva Academy）学习绘画。
他也曾在阿姆斯特丹的皇家美术学院（后来的国立美术学院）学习绘画，是扬·克鲁斯曼的学生。1845年9月到1847年5月，他在巴黎历史画家弗朗索瓦-爱德华·皮科的画室工作，同时就读法國美術學院，师从詹姆斯·普拉迪尔、奥拉斯·韦尔内和德拉罗什。1845年9月，他返回阿姆斯特丹，继续在皇家美术学院学习，直到1847年5月。毕业后，他一直留在阿姆斯特丹，1870年才搬到海牙，成为海牙畫派的一员。

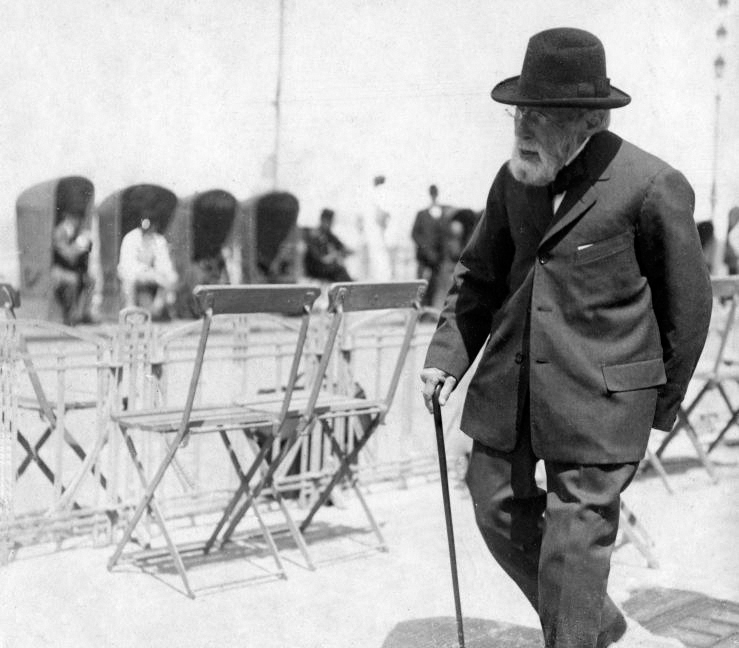
1911年像

他很像让-弗朗索瓦·米勒，都通过描绘穷人表达了对他们的同情。但米勒更多描绘的是平静的乡村场景，而他的作品更加沉重。

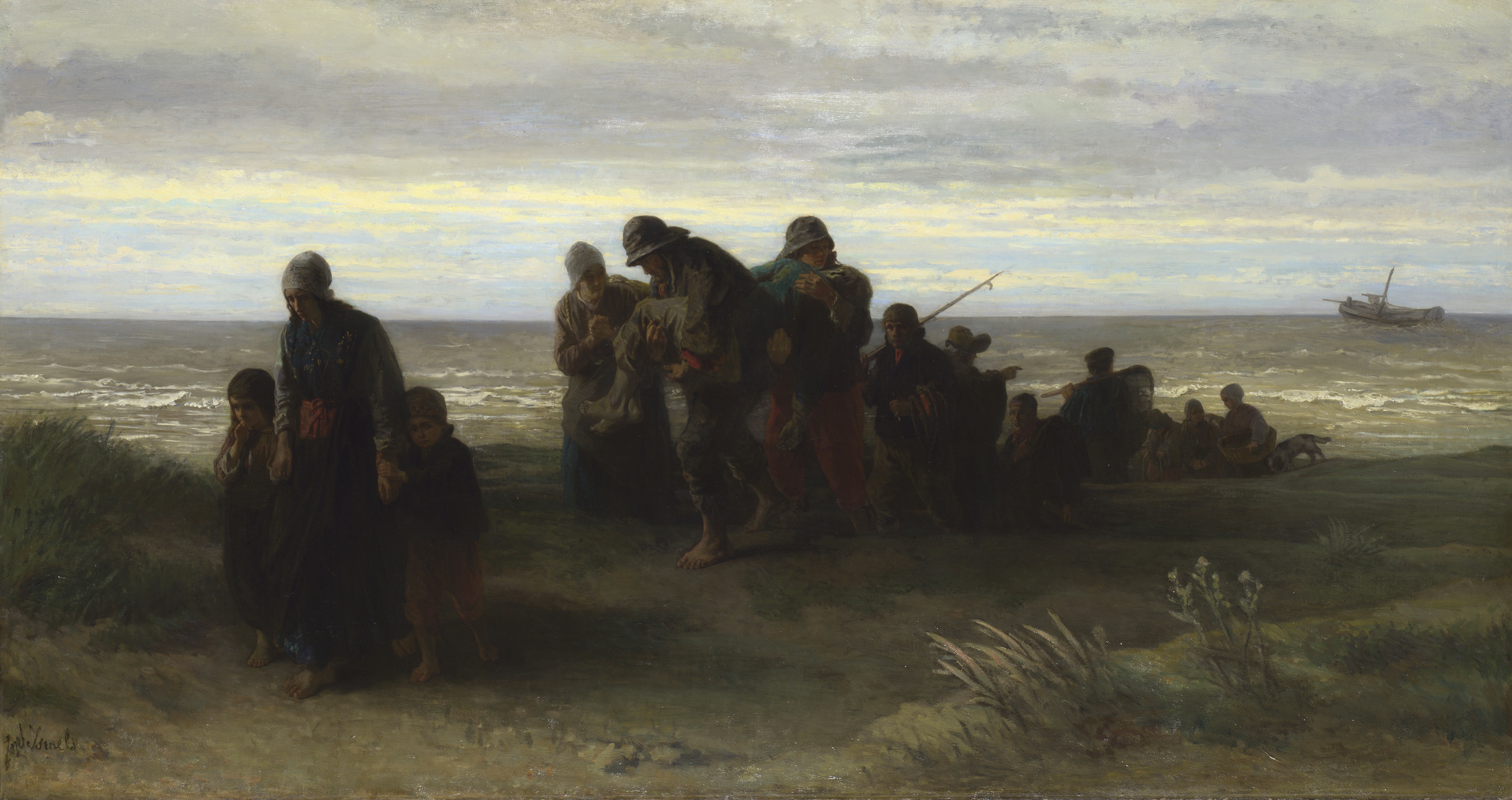
《拖着溺死者的渔人》（1861）

他曾前往哈勒姆附近的赞德福特渔镇养伤，震惊于那里穷人的生活。1862年，其《拖着溺死者的渔人》（Fishermen Carrying a Drowned Man）和《摇篮》（The Cradle）在伦敦世博会展出，被《雅典娜》杂志称为此次展览中最感人的作品。
他和妻子阿莱达（Aleida née Schaap）育有两个孩子：女儿玛蒂尔德·安娜·伊斯拉尔斯（Mathilde Anna Israëls）和儿子艾萨克·拉扎鲁斯·伊斯拉尔斯（Isaac Lazarus Israëls），后者后来也成为一名画家。1911年8月12日，他在海牙斯海弗宁恩去世。

## 荣誉
- 1886年：利奥波德军官勋章。[6]